# Niki-Katerina Sidiropulu
Niki-Katerina Sidiropulu –también escrito como Niki-Katerina Sidiropoulou; en griego, Νίκη-Κατερίνα Σιδηροπούλου– (Budapest, Hungría, 11 de abril de 1974) es una deportista griega que compitió en esgrima, especialista en la modalidad de espada.
Ganó una medalla de plata en el Campeonato Europeo de Esgrima de 2002, en la prueba individual. Participó en dos Juegos Olímpicos de Verano, en los años 1996 y 2004, ocupando el octavo lugar en Atenas 2004, en la prueba por equipos.

## Palmarés internacional
| Campeonato Europeo | Campeonato Europeo | Campeonato Europeo | Campeonato Europeo |
| Año                | Lugar              | Medalla            | Prueba             |
| ------------------ | ------------------ | ------------------ | ------------------ |
| 2002               | Moscú (Rusia)      | Medalla de plata   | Espada individual  |